# Pachat-Moab
Pachat-Moab war Vorfahr von Adna, Kelal, Benaja, Maaseja, Mattanja, Bezalel, Binnui und Manasse, jüdischen Rückkehrern aus Babylon, die ihre ausländischen Frauen auf Geheiß Esras verstoßen mussten (Esra 10,30 ).